# Skipanon River
Der Skipanon River ist ein Nebenfluss des Columbia River mit einer Länge von 14 km im US-Bundesstaat Oregon. Er ist der kleinste Nebenfluss des Columbia River auf der Seite von Oregon. Er entspringt beim Cullaby Lake und mündet in den Columbia River.